# Luisa de Mecklemburgo (1824-1859)
Luisa de Mecklemburgo-Schwerin (Ludwigslust, 17 de mayo de 1824 - Venecia, 9 de marzo de 1859) fue una princesa alemana del siglo XIX.

## Biografía
Fue la segunda de los hijos del matrimonio formado por Pablo Federico, gran duque heredero de Mecklemburgo-Schwerin (futuro gran duque desde 1837 a 1842) y la princesa Alejandrina de Prusia. Antes de su nacimiento, el matrimonio ya había tenido un hijo: Federico Francisco (1823-1883), que sucedería a su padre como gran duque. Además después de Luisa, los grandes duques herederos tendrían otro hijo: Guillermo (1827-1879). Su nombre se le puso en honor de su abuela materna Luisa, reina consorte de Prusia. En su familia era conocida como Wiwi o Vivi.
En su juventud se vio inmersa en una de las intrigas matrimoniales propias de la realeza europea del momento. Alejandro de Hesse-Darmstadt, hermano de la mujer del tsarévich de Rusia, el futuro Alejandro II, se encontraba en la corte rusa y había trabado relación con la hermana del tsárevich y una hija soltera del emperador de Rusia, Olga. Esta última viajó junto con su madre, Alexandra Feodorovna (nacida Carlota de Prusia) a Palermo. Una vez allí la emperatriz, tía materna de Luisa, la invitó a seguirlas hasta allí. Al mismo tiempo escribió a Alejandro para que acudiera y conociera a Luisa. Finalmente, Alejandro comprendió la estratagema urdida por la emperatriz de Rusia y partió hacia Palermo dando un gran rodeo con la intención supuesta de visitar Constantinopla. Quién si siguió a Luisa hasta Palermo fue el príncipe austríaco Hugo de Windisch-Graetz (1823–1904), quién estaba enamorado de esta.
A pesar de la disparidad de cultos (Hugo era católico y Luisa, luterana) contraerían matrimonio el 20 de octubre de 1849.
Luisa fallecería en Venecia en 1859 después de una enfermedad breve. Su viudo contrajo un segundo matrimonio con la princesa Matilde Radziwill (1836-1918)

## Matrimonio e hijos
De su matrimonio con el príncipe Hugo de Windisch-Graetz tuvo cuatro hijos:
- Alejandrina María (1850-1933)
- Olga María Federica (1853-1934) casada con el conde Andres Mocenigo (1850-1878)
- Hugo Veriand Alfredo Alejandro Guillermo (1854-1920) casado con la princesa Cristina de Auersperg.
- María Gabriela Ernestina Alejandra (1856-1929) casada con su primo el duque Pablo Federico de Mecklemburgo.

## Títulos, órdenes y empleos

### Títulos
| ● ¿? -21 de mayo de 1825: | Su alteza la duquesa Luisa de Mecklemburgo[-Schwerin] |

### Órdenes
- Dama de la orden de Luisa.[5] (Reino de Prusia)

### Individuales
1. 1 2 3  Corti, 1970, p. 47.
2. ↑  Wiese, René; Jandausch, Kathleen (9 de agosto de 2021). «Häufig gennante Personen». Schwestern im Geiste: Briefwechsel zwischen Großherzogin Alexandrine von Mecklenburg-Schwerin und Königin Elisabeth von Preußen. Teil 1: 1824-1850 (en alemán). Vandenhoeck & Ruprecht. p. 34. ISBN 978-3-412-52224-7. Consultado el 16 de diciembre de 2021.
3. ↑  Marburg, Silke (21 de febrero de 2014). Europäischer Hochadel: König Johann von Sachsen (1801-1873) und die Binnenkommunikation einer Sozialformation (en alemán). Walter de Gruyter. p. 264. ISBN 978-3-05-008671-2. Consultado el 16 de diciembre de 2021.
4. ↑  Corti, 1970, p. 48.
5. 1 2  «Grosherzogliches Haus». Mecklenburg-Schwerinsches Staatshandbuch (en alemán) I: 2. 1850. Wikidata Q1915751.